# Marigny-en-Orxois
Pour les articles homonymes, voir Marigny.
Marigny-en-Orxois est une commune française située dans le département de l'Aisne, en région Hauts-de-France.

## Géographie
Le village de Marigny-en-Orxois se trouve dans le sud-ouest du département de l'Aisne. La commune est même en contact avec la Seine-et-Marne dans sa partie ouest (le hameau des Glandons est à cheval sur Marigny-en-Orxois, Gandelu et Germigny-sous-Coulombs qui se trouve en Seine-et-Marne).
Le village se situe à 70 km à vol-d'oiseau de Paris, à 15 km de Château-Thierry et à environ 45 km de l'aéroport Roissy-Charles-de-Gaulle.
Marigny-en-Orxois est entourée de sept communes qui sont : 
- Gandelu ;
- Veuilly-la-Poterie ;
- Bussiares ;
- Lucy-le-Bocage ;
- Coupru ;
- Montreuil-aux-Lions ;
- Germigny-sous-Coulombs.

Ce village fait partie de la communauté de communes de Charly-sur-Marne (C 4).
Le bourg se situe sur un petit plateau où autour s'éparpillent de multiples hameaux dont certains portent des noms étranges ou savoureux comme : 
- Écoute s'il Pleut ; on raconte que c'est à cause d'un moulin à eau qui y était installé sur le « ru Cormont » après la cascade et qu'un jour le débit de l'eau ne faisant plus tourner la roue, la femme du meunier voyant venir la ruine se lamentait en demandant à son époux « écout's'il pleut »... À noter que ce nom est porté par un ruisseau et une rue dans la commune de Valognes (50700) dans la Manche ;
- Villers-le-Vaste ancienne paroisse dépendant de la seigneurie de Veuilly-la-Poterie qui faillit devenir une commune à la Révolution et qui devient un hameau de Marigny sous le Premier Empire en 1812 comme une partie des Glandons.

Noms des autres hameaux de Marigny-en-Orxois : le Petit et le Grand Cormont, les Fermes d'Issonge (tiendrait son nom du roi Henri IV de passage, constatant que le hameau n'était pas nommé, aurait dit : "il faut que l'on y songe"), de la Petite Boulloye, de la Grande Boulloye, et le superbe ensemble de la Ferme du Château et la Voie du Châtel.
Grâce à tous ces hameaux, Marigny-en-Orxois est donc une commune étalée (15,56 km2) par rapport à ses communes limitrophes.
La commune a une superficie importante de bois et de forêts comme les bois de Vaurichard, des Glandons, de Triquemique, le bois de la Pierre-aux-Fées ou encore le bois du Chien-Pendu et de la Garenne.
Tous ces bois sont traversés par de petits cours d'eau comme le « ru Cormont » et le « ru de Bastourné ». Par ailleurs, des lieux-dits portent des noms aussi divers que le Bochet, la Hulotte, l'Essart-Beaumont…
La commune est traversée par l'autoroute A4, l'ancienne route nationale RN 3 (aujourd'hui D 1003 ) et depuis peu par la ligne LGV Est européenne.

### Hydrographie
La commune est située dans le bassin Seine-Normandie. Elle est drainée par le ru de Vingt-Muids, le ru du Bastourne, le ru du Rhone, le fossé 01 de la Mauvaise Femme, le fossé 01 des Glandons, le fossé 01 du Chardonneret et le ru Cormont,,.
Le ru de Vingt-Muids, d'une longueur de 11 km, prend sa source dans la commune  et se jette  dans divers bras du Clignon à Licy-Clignon, après avoir traversé six communes.

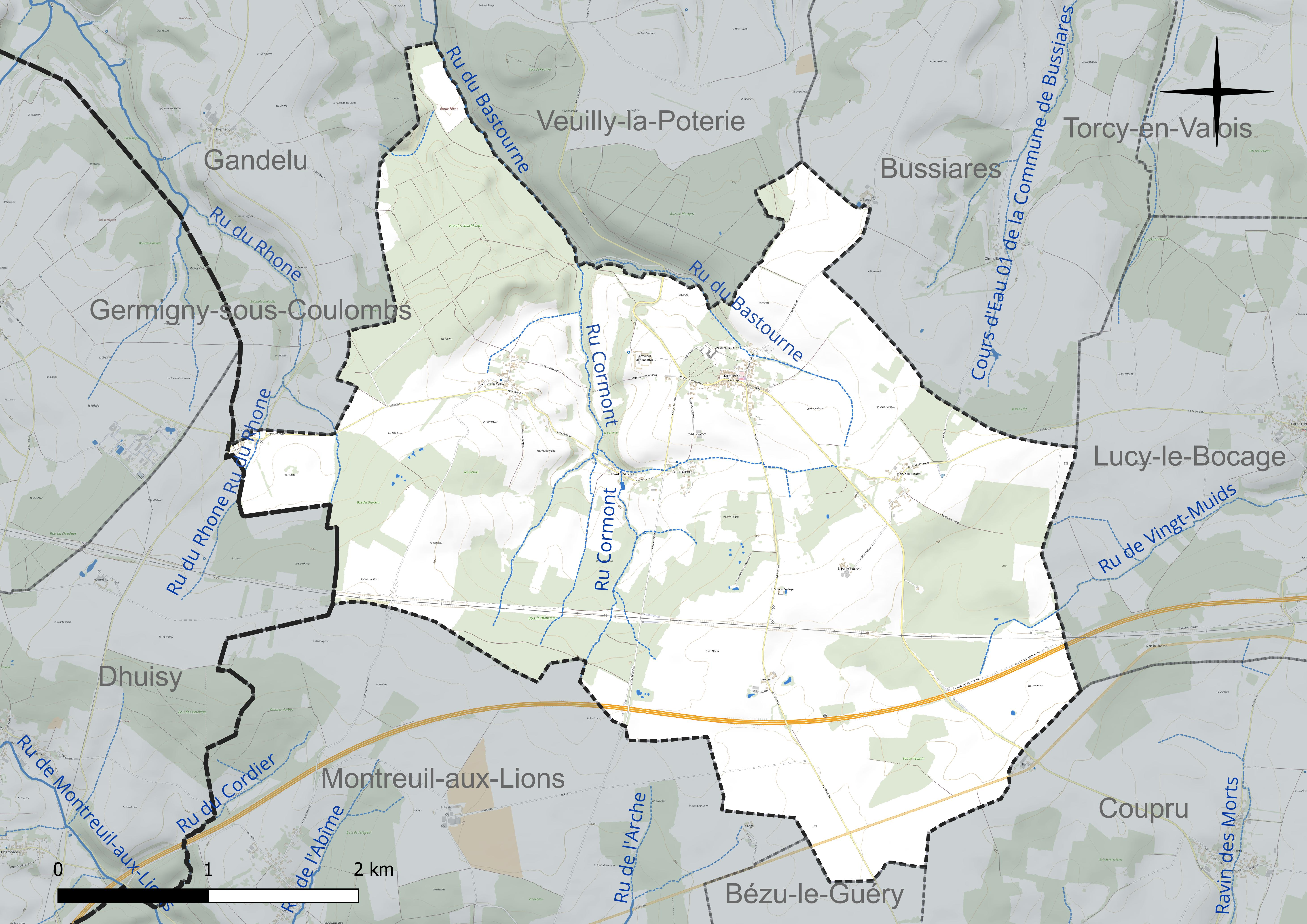
Réseau hydrographique de Marigny-en-Orxois.

### Climat
Pour des articles plus généraux, voir Climat des Hauts-de-France et Climat de l'Aisne.
En 2010, le climat de la commune est de type climat océanique dégradé des plaines du Centre et du Nord, selon une étude du CNRS s'appuyant sur une série de données couvrant la période 1971-2000. En 2020, Météo-France publie une typologie des climats de la France métropolitaine dans laquelle la commune est exposée à un climat océanique altéré et est dans la région climatique Nord-est du bassin Parisien, caractérisée par un ensoleillement médiocre, une pluviométrie moyenne régulièrement répartie au cours de l'année et un hiver froid (3 °C).
Pour la période 1971-2000, la température annuelle moyenne est de 10,5 °C, avec une amplitude thermique annuelle de 15,3 °C. Le cumul annuel moyen de précipitations est de 769 mm, avec 11,7 jours de précipitations en janvier et 8,6 jours en juillet. Pour la période 1991-2020, la température moyenne annuelle observée sur la station météorologique la plus proche, située sur la commune d'Ussy-sur-Marne à 16 km à vol d'oiseau, est de 11,3 °C et le cumul annuel moyen de précipitations est de 726,5 mm,. Pour l'avenir, les paramètres climatiques de la commune estimés pour 2050 selon différents scénarios d'émission de gaz à effet de serre sont consultables sur un site dédié publié par Météo-France en novembre 2022.

## Urbanisme

### Typologie
Au 1er janvier 2024, Marigny-en-Orxois est catégorisée commune rurale à habitat dispersé, selon la nouvelle grille communale de densité à 7 niveaux définie par l'Insee en 2022.
Elle est située hors unité urbaine. Par ailleurs la commune fait partie de l'aire d'attraction de Paris, dont elle est une commune de la couronne,.

### Occupation des sols
L'occupation des sols de la commune, telle qu'elle ressort de la base de données européenne d'occupation biophysique des sols Corine Land Cover (CLC), est marquée par l'importance des territoires agricoles (66 % en 2018), en augmentation par rapport à 1990 (64,6 %). La répartition détaillée en 2018 est la suivante : terres arables (57,6 %), forêts (34 %), prairies (6,8 %), zones agricoles hétérogènes (1,6 %).
L'évolution de l'occupation des sols de la commune et de ses infrastructures peut être observée sur les différentes représentations cartographiques du territoire : la carte de Cassini (XVIIIe siècle), la carte d'état-major (1820-1866) et les cartes ou photos aériennes de l'IGN pour la période actuelle (1950 à aujourd'hui).

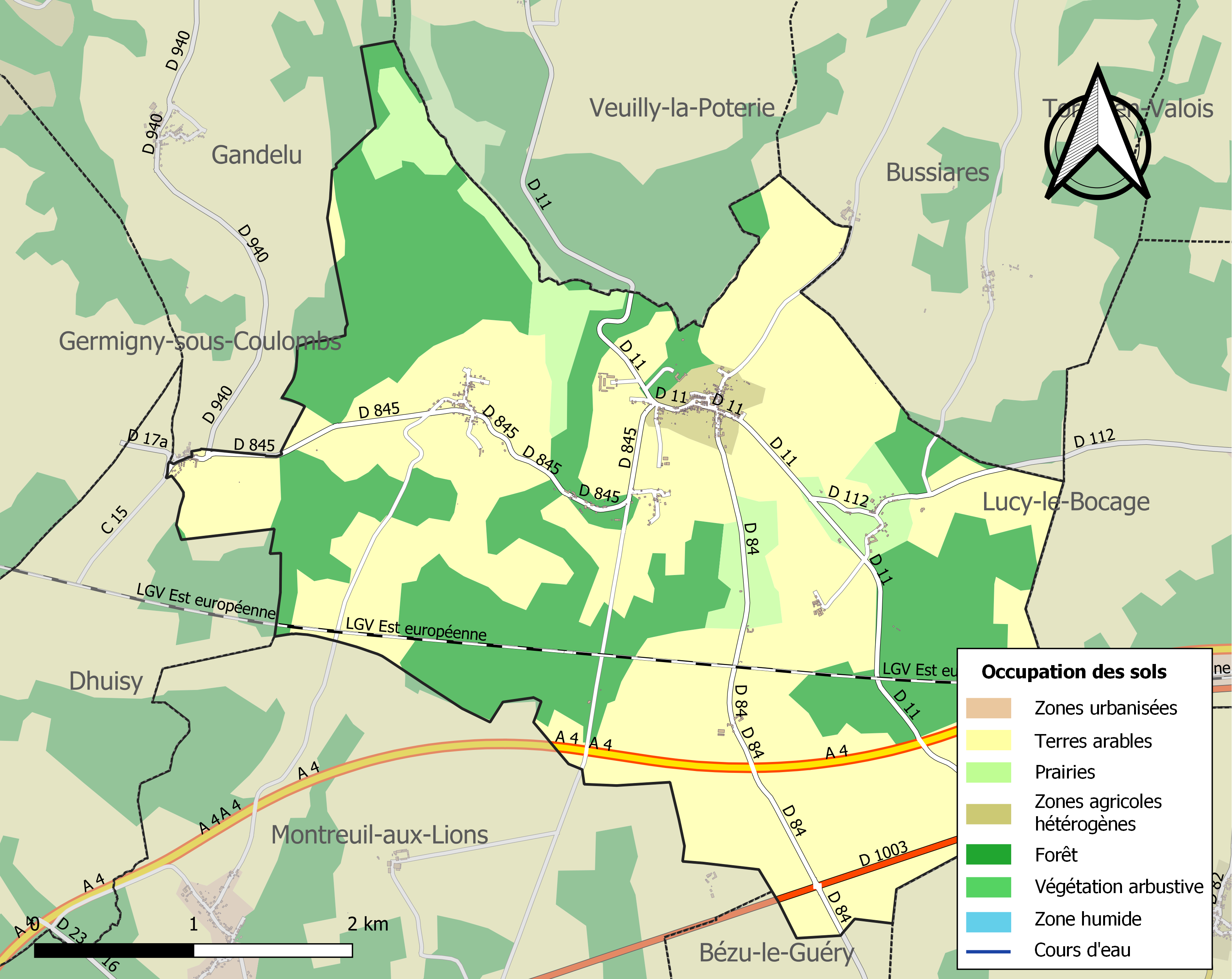
Carte de l'occupation des sols de la commune en 2018 (CLC).

## Toponymie
- Les formes anciennes de Marigny-en-Orxois sont : Mareigni, Marigny-lez-Gandeluz 1387[18], Margny 1491[18], Marigny-en-Orçois 1756[18], Marigny-en-Orceois[18].

L'étymologie de Marigny est problématique car les formes anciennes ne remontent pas avant le XIVe siècle, cependant ce nom serait un composé soit du NP Marinius issu de Marius, ou plus vraisemblablement du NP Matrinius, dérivé de Matrius issu de Mater "Mère".
- Les formes anciennes Orxois sont : Pagus Urcensis 771[18], pagus Urcisus 853[18], pagus Orcinse 864[18], pagus Orceinus XIIe et XIIIe siècles[18], Oleium 893[18], Orcheium, Orchois 1573[18].

Orxois tire son origine d'une petite contrée l'Orceois(ex. : village voisin Chézy-en-Orxois), arrosée par l'Ourcq. Le nom paraît provenir d'Urcum, Ulcum (rivière d'Ourcq). Oulchy-le-Château en était la capitale.

## Histoire

### Moyen Âge
La formation de l'actuel village semble dater du Moyen Âge. La partie la plus ancienne, du XIIe siècle, serait un châtel fortifié lors de la guerre de Cent Ans puis agrandi et aménagé en château au XIVe siècle ; sous Louis XIII et surtout sous Louis XV, règne durant lequel il acquiert sa plus grande partie, de style classique. Au XXe siècle, il a subi de gros travaux de restauration et d'amélioration.
La seigneurie de Marigny a appartenu par cinq fois à la couronne de France mais elle a été également la  propriété des familles de Châtillon, Scarron, de Gesvre et pendant une partie du XVIIIe siècle, celle de François de la Peyronnie, premier chirurgien de Louis XV, qui légua le château au collège des maîtres en chirurgie de Paris. Après quelque temps, ne sachant pas en tirer profit. L'école de chirurgie demanda à Louis XV, à l'échanger contre une rente annuelle.

### Ancien Régime
Le 29 janvier 1750, pour deux cent vingt mille livres, par ordonnance du roi aux galeries des Tuileries, le souverain le vendit à François Poisson, familier de la région, père de Jeanne-Antoinette marquise de Pompadour, favorite royale. Poisson acquit également les droits féodaux.
Pour relier plus rapidement le château à Paris, fut construite la voie vicinale entre Marigny et Montreuil-aux-Lions par Cormont et la Plâtrière. Tracée presque en ligne droite, celle-ci permit à la marquise d'y venir plusieurs fois avec le roi.
François Poisson est décédé le 26 juin 1754, il est inhumé le 27 dans l'église Sainte-Madeleine de Marigny ainsi qu'on peut le lire dans les registres paroissiaux. Madame de Pompadour, fait ériger la terre de Marigny en marquisat, au profit de son frère, Abel de Vandières, qui prit alors le titre de marquis de Marigny. Grâce aux Poisson, à Paris, l'avenue de Marigny, le Carré et le théâtre, sont toujours liés au village de Marigny-en-Orxois.
Le marquis meurt en 1781, jeune encore (54 ans), séparé de son épouse depuis 1777, sans enfant survivant et sans testament. Gabriel Poisson de Malvoisin revendique alors l'héritage de la Pompadour et sa part d'héritage sur la succession de Marigny pour son fils Auguste, dit de Menars, qui mourra fin 1793 dans les rangs des insurgés |Révolution], des suites de la bataille de Savenay contre les troupes républicaines de Westermann. Sa sœur, Madame Barrin de la Galissonière, hérite, entre autres, du château de Marigny, dans la nouvelle commune qui fait partie alors du canton de Gandelu. Elle vend progressivement le château et les terres. Ils restent divisés pendant un peu plus de vingt ans, formant alors 2 ou 3 lots au gré des différents vendeurs, l'usage du puits de la cour étant commun. Par trois acquisitions différentes, l'arrière-grand-oncle des châtelains actuels, monsieur Henrion, notaire, se rendit enfin propriétaire de l'ensemble des biens du domaine, le 20 septembre 1813, à l'exception de la halle du village, devenue propriété de la commune.

### Époque contemporaine
En 1819, la famille Bigorne, héritière du notaire, s'installe au château.
Le 13 avril 1822, une école de filles laïque est autorisée, complétant ainsi celle de garçons qui existait déjà.
En 1865, Adrien François Bigorne, marié à la fille du médecin Louis-Vivant Lagneau, fait graver les armes de ses ancêtres au fronton de la porte du pavillon des tourelles. Maire, il offre à sa commune la nouvelle mairie en 1865, avec ses classes pour garçons et pour filles.
Le village de Marigny-en-Orxois comptait alors, en plus de ses fermes, sept plâtrières et une tuilerie. Les marchés de Marigny étaient approvisionnés par une prodigieuse quantité de blé et d'autres céréales.
La région fut marquée par les pillages lors de la guerre de 1870. Monsieur Bigorne, homme courageux, conseiller général et maire de la commune sut résister aux occupants prussiens. Lors de l'« échauffourée d'Issonges » : les habitants de Marigny s'étaient attroupés pour résister à un enlèvement de chevaux par les Uhlans qui prennent 32 habitants en otages. Ils sont garrottés et emmenés à Charly-sur-Marne puis à Nogent-l'Artaud. À quatre, dont M. Bigorgne, ils se présentent au risque de leur vie pour sauver leurs compatriotes, qu'ils parviennent à libérer sous la promesse de ne plus résister. En 1871, le fils d'A. Bigorne, René Bigorne (1853-1892), marié à la fille du peintre Léon-Charles Flahaut, devient maire.
En août 1882, un bureau télégraphique municipal a été ouvert à Marigny. Il desservait également quatre villages voisins, soit 2 110 habitants. Les héritières des Bigorne ont fait restaurer l'église en style néo-gothique (1895), supprimer la ferme de la basse-cour (1914-1918) et construire la nouvelle ferme modèle des Marionnettes (1914-1918).
Pendant la Première Guerre mondiale, le village fut évacué lors de la première bataille de la Marne et même partiellement détruit et occupé par l'armée allemande. Il fut libéré puis repris par l'envahisseur en 1918 avant d'être finalement libéré par l'armée américaine durant la bataille du bois Belleau. Le monument aux morts inauguré en 1923, par monsieur Paul Voirin, maire, est l'œuvre de l'artiste régional Achille Jacopin (1874-1958) ; farceur, Jacopin a représenté les armes des Poisson en bardeau, dans l'écu de la Croix de guerre avec palme ! Le personnage est en grès rose des Vosges et a été endommagé au bras gauche ; monsieur Jarry, maire, a fait procéder à sa restauration sous sa mandature.
La population de Marigny fut à nouveau évacuée au début de la Seconde Guerre mondiale lors de combats meurtriers entre troupes françaises et nazies, soldés par un échec pour la France (Cf. le monument commémoratif du lavoir du petit Cormont). Le village et ses hameaux subirent le joug de l'occupant pendant cinq années et quelques bombardements. Le château fut occupé par l'ennemi de 1940 à 1945 mais sans destruction notoire.
Plus près de nous, le Tour de France passa à Marigny-en-Orxois lors de la 4e étape du Tour de France 2007 entre Villers-Cotterêts (Aisne) et Joigny (Yonne).
En 2013, monsieur Jean-Jacques Drevet a fait voter par le conseil municipal le choix d'un blason pour la commune. Ce dernier s'inscrit dans la continuité des principaux blasons des seigneurs et propriétaires du château de Marigny : les Châtillon, les familles de France (rois, Valois et Orléans), les Potier de Gesvres, les Poisson et les Bigorne.

## Politique et administration

### Découpage territorial
La commune de Marigny-en-Orxois est membre de la communauté de communes du Canton de Charly-sur-Marne, un établissement public de coopération intercommunale (EPCI) à fiscalité propre créé le 29 décembre 1995 dont le siège est à Charly-sur-Marne. Ce dernier est par ailleurs membre d'autres groupements intercommunaux.
Sur le plan administratif, elle est rattachée à l'arrondissement de Château-Thierry, au département de l'Aisne et à la région Hauts-de-France. Sur le plan électoral, elle dépend du  canton d'Essômes-sur-Marne pour l'élection des conseillers départementaux, depuis le redécoupage cantonal de 2014 entré en vigueur en 2015, et de la cinquième circonscription de l'Aisne  pour les élections législatives, depuis le dernier découpage électoral de 2010.

### Administration municipale
| Période                                  | Période                       | Identité            | Étiquette | Qualité                                 |
| ---------------------------------------- | ----------------------------- | ------------------- | --------- | --------------------------------------- |
| avant 1875                               | après 1876                    | Bigorgne            |           |                                         |
| Les données manquantes sont à compléter. |                               |                     |           |                                         |
| avant 1981                               | mars 2001                     | Roger Couillette    |           |                                         |
| mars 2001                                | 12 avril 2011                 | André Jarry         |           | Démissionnaire                          |
| 4 juillet 2011                           | 2012                          | Didier Kretz        |           | Démissionnaire                          |
| 19 janvier 2013                          | mai 2020                      | Jean-Jacques Drevet | DVD       | Retraité Réélu pour le mandat 2014-2020 |
| mai 2020                                 | En cours (au 13 juillet 2020) | Philippe Marchal    |           |                                         |

## Démographie
L'évolution du nombre d'habitants est connue à travers les recensements de la population effectués dans la commune depuis 1793. Pour les communes de moins de 10 000 habitants, une enquête de recensement portant sur toute la population est réalisée tous les cinq ans, les populations de référence des années intermédiaires étant quant à elles estimées par interpolation ou extrapolation. Pour la commune, le premier recensement exhaustif entrant dans le cadre du nouveau dispositif a été réalisé en 2005.

En 2022, la commune comptait 527 habitants, en évolution de +8,88 % par rapport à 2016 (Aisne : −1,97 %, France hors Mayotte : +2,11 %).
| 1793 | 1800 | 1806 | 1821 | 1831 | 1836 | 1841 | 1846 | 1851 |
| ---- | ---- | ---- | ---- | ---- | ---- | ---- | ---- | ---- |
| 537  | 557  | 565  | 689  | 742  | 703  | 728  | 761  | 729  |

| 1856 | 1861 | 1866 | 1872 | 1876 | 1881 | 1886 | 1891 | 1896 |
| ---- | ---- | ---- | ---- | ---- | ---- | ---- | ---- | ---- |
| 743  | 688  | 719  | 621  | 637  | 591  | 568  | 516  | 475  |

| 1901 | 1906 | 1911 | 1921 | 1926 | 1931 | 1936 | 1946 | 1954 |
| ---- | ---- | ---- | ---- | ---- | ---- | ---- | ---- | ---- |
| 504  | 505  | 508  | 502  | 466  | 425  | 389  | 357  | 322  |

| 1962 | 1968 | 1975 | 1982 | 1990 | 1999 | 2005 | 2006 | 2010 |
| ---- | ---- | ---- | ---- | ---- | ---- | ---- | ---- | ---- |
| 349  | 330  | 318  | 275  | 337  | 416  | 459  | 459  | 462  |

| 2015 | 2020 | 2022 | - | - | - | - | - | - |
| ---- | ---- | ---- | - | - | - | - | - | - |
| 478  | 527  | 527  | - | - | - | - | - | - |

## Lieux et monuments

### La halle
Elle fait l'objet d'un classement au titre des monuments historiques depuis le 7 février 1921.

### L'église Sainte-Marie-Madeleine
L'église Sainte-Madeleine de Marigny-en-Orxois fut construite aux XIIe et XIIIe siècles. D'inspiration romane.
Elle fut entièrement restaurée au cours de ces derniers siècles. - la façade et les deux contreforts ont reçu à hauteur de la porte principale, un linteau de pierre destiné à éloigner le ruissellement de l'eau sur la façade 
- le vandalisme révolutionnaire nous avait ôté le clocher renaissance, mis à bas en 1793 lors de la descente des cloches, rafistolé ensuite. Il a été détruit définitivement dans les années 1890 car trop cher à restaurer. Un clocher plus banal de style local le remplace.- le pignon de la façade a été rebâti en encorbellement faisant apparaître des corbeaux de pierre de style roman analogue à ceux des façades latérales.- la grande fenêtre à arc ogival a été remplacée dans la partie supérieure de la façade par une, plus petite et placée plus haute.- à l'emplacement de l'ancienne grande fenêtre de la façade a pris place une rosace.- la grande porte centrale et la petite rectangulaire du bas-côté droit ont été remaniées afin de créer un ensemble équilibré. Une porte a été ouverte dans le bas côté gauche, celle de droite a été encadrée d'un arc ogival et la porte principale et son arc ont été rehaussés.
- Les fenêtres hautes et latérales de la nef ont été agrandies cela a nécessité une modification des toitures latérales. La largeur des fenêtres des bas-côtés a été unifiée.

### Le château
Le château fait l'objet d'une inscription au titre des monuments historiques depuis le 17 mars 2003.

### Le monument aux morts
Le monument aux morts inauguré en 1923, par monsieur Paul Voirin, maire, est l'œuvre de l'artiste régional Achille Jacopin (1874-1958) ; le personnage est en grès rose des Vosges, il a été endommagé au bras gauche, monsieur André Jarry, maire, a fait procéder à sa restauration pendant son mandat. Farceur, Jacopin a représenté les armes des POISSON en bardeau, dans l'écu de la Croix de guerre avec palme !

## Personnalités liées à la commune
- François Gigot de Lapeyronie, né à Montpellier le 15 janvier 1678, anobli par Louis XV seigneur de Marigny, premier chirurgien du Roy, maître d'hôtel de la Reine. À sa mort, le 25 avril 1747, il fait don de 1 000 livres aux pauvres de Marigny accueillis très généreusement au château qu'il lègue à la communauté des Maîtres en chirurgie de Paris.
- l'artiste régional Achille Jacopin (1874-1958) ; spécialiste en particulier des monuments aux morts (Château-Thierry, Sézanne, Londinières (Seine-Maritime)... En 1937, il sculpte sur bois, le bouquet provincial du tournoi de tir à l'arc, un saint Sébastien.

### Héraldique
| Blason de Marigny-en-Orxois | Blason  | Écartelé : au 1er d'azur à trois mains dextres appaumées d'or, au 2e de gueules à la bigorne renversée d'argent sommée d'une tour perronnée de trois pièces du même, maçonnée, ouverte et ajourée de sable, le tout accosté de deux rameaux d'or, au 3e de gueules à deux bars adossés d'or, au 4e d'azur à trois fleurs de lys d'or ; sur le tout, de gueules à trois pals de vair. |
| Blason de Marigny-en-Orxois | Détails | Création de François Girard, de Jacques Vigneron et de Norbert Quint adoptée par la municipalité en 2013. |